# Offshore-leaks

Multinationale groepsstructuur (organigram) van “Gourmet Master Co. Ltd.”, per 31 December 2017, met hyperlinks naar de ICIJ Offshore Leaks Database.
Cf. gebruiksinstructies voor deze interactieve SVG op de beschrijvingspagina van het bestand op Wikimedia Commons.

Offshore-leaks is de naam van een financieel schandaal dat in april 2013 de details blootlegde van 130.000 offshore bankrekeningen. Volgens sommige waarnemers gaat het om de grootste aanklacht tegen internationale belastingfraude van alle tijden, hoewel er ook moet op gewezen worden dat bonafide ondernemingen gebruik kunnen maken van offshore-wetgeving om een aantal formaliteiten in de internationale handel te vergemakkelijken. 
Het rapport is afkomstig van het International Consortium of Investigative Journalists (ICIJ), een in Washington D.C. gevestigde organisatie voor onderzoeksjournalistiek. Het onderzoek is gebaseerd op het uitlekken van circa 2,5 miljoen geheime records over het offshore-vermogen van mensen uit 170 landen en territoria. Het rapport kwam in handen van ICIJ directeur Gerard Ryle. 86 journalisten uit 46 landen, waaronder die van de BBC, The Guardian, de Washington Post, Le Monde, SonntagsZeitung en de Süddeutsche Zeitung namen aan het onderzoek deel. 
Er zit naar schatting 21 tot 31 biljoen dollar verborgen in belastingparadijzen, een vermogen dat overeenstemt met de economie van de VS en Japan samen. 
In het onderzoek werden namen genoemd van onder meer Imee Marcos, Jean-Jacques Augier 
(François Hollandes co-schatbewaarder van de verkiezingscampagne van 2012), president Ilham Aliyev van Azerbaidjan, Barones Carmen Thyssen-Bornemisza, en vele anderen.  
Ook de voormalige Belgische premier Paul van Zeeland bleek in 1946 een offshore-maatschappij in Panama opgericht te hebben. Bij het uitlekken hiervan in 2013 diende zijn kleindochter, Catherine Van Zeeland, die bestuurder van deze vennootschap was, op te stappen als adviseur Gelijke Kansen in het kabinet-Milquet.